# Greenwiški poldnevnik
Zgodovinski začetni poldnevnik ali Greenwiški poldnevnik je geografska referenčna črta, ki poteka skozi Kraljevi observatorij Greenwich v Londonu v Angliji. Sodobni referenčni meridian IERS, ki se danes pogosto uporablja, temelji na Greenwiškem poldnevniku, vendar se od njega nekoliko razlikuje. Ta začetni poldnevnik (takrat eden od mnogih) je prvi vzpostavil sir George Airy leta 1851 in do leta 1884 ga je več kot dve tretjini vseh ladij in tonaže uporabljalo kot referenčni poldnevnik na svojih kartah in zemljevidih. Oktobra istega leta se je na ukaz ameriškega predsednika Chesterja A. Arthurja 41 delegatov iz 25 držav srečalo v Washingtonu, D.C., Združene države, na mednarodni konferenci Meridian. Ta konferenca je izbrala poldnevnik, ki poteka skozi Greenwich, kot svetovni standardni začetni poldnevnik zaradi njegove priljubljenosti Vendar se je Francija vzdržala glasovanja in francoski zemljevidi so še več desetletij uporabljali pariški poldnevnik. V 18. stoletju je londonski leksikograf Malachy Postlethwayt objavil svoje afriške zemljevide, ki prikazujejo Londonski poldnevnik, ki seka ekvator nekaj stopinj zahodno od kasnejšega poldnevnika in Akre v Gani.
Ravnina začetnega poldnevnika je vzporedna z lokalnim gravitacijskim vektorjem v Airyjev tranzitni krog (51°28′40.1″N 0°0′5.3″W / 51.477806°N 0.001472°W) observatorija Greenwich. Glavni poldnevnik je bil zato dolgo simboliziran z medeninastim trakom na dvorišču, ki ga je zdaj nadomestilo nerjaveče jeklo, od 16. decembra 1999 pa ga označuje močan zeleni laser, ki sveti severno čez londonsko nočno nebo.
Sprejemniki globalnega sistema za določanje položaja (GPS) kažejo, da označevalni trak za začetni poldnevnik v Greenwichu ni točno na nič stopinj, nič minut in nič sekund, temveč na približno 5,3 ločne sekunde zahodno od poldnevnika (kar pomeni, da je poldnevnik biti 102 metra vzhodno). V preteklosti je bil ta odmik pripisan vzpostavitvi referenčnih meridianov za vesoljske lokacijske sisteme, kot je WGS 84 (na katerega se zanaša GPS) ali dejstvu, da so se napake postopoma prikradle v postopek merjenja časa Mednarodnega časovnega urada. Dejanski razlog za neskladje je, da razlika med natančnimi koordinatami GNSS in astronomsko določenimi koordinatami povsod ostaja lokaliziran učinek gravitacije zaradi navpičnega odklona; tako ni prišlo do sistematične rotacije globalnih zemljepisnih dolžin med prejšnjim astronomskim sistemom in trenutnim geodetskim sistemom.

## Zgodovina
Pred vzpostavitvijo skupnega poldnevnika je večina pomorskih držav vzpostavila svoj začetni poldnevnik, ki običajno poteka skozi zadevno državo. Leta 1721 je Velika Britanija vzpostavila svoj poldnevnik, ki poteka skozi zgodnji tranzitni krog na novo ustanovljenem Kraljevem observatoriju v Greenwichu. Poldnevnik je bil trikrat premaknjen za približno 10 metrov proti vzhodu, saj so bili zgrajeni tranzitni krogi z novejšimi in boljšimi instrumenti, vsakič poleg obstoječega. To naj bi omogočilo nemoteno opazovanje ob vsaki novogradnji. Končni poldnevnik je bil določen kot namišljena črta od severnega do južnega pola, ki poteka skozi Airyjev tranzitni krog. To je leta 1851 postalo poldnevnik Združenega kraljestva. Za vse praktične namene tega obdobja so bile spremembe ob premikanju poldnevnika neopažene.
Tranzitni instrumenti so nameščeni pravokotno na lokalno raven (ki je ravnina, pravokotna na navpično črto). Leta 1884 je v Washingtonu, D.C., potekala mednarodna konferenca Meridian, da bi vzpostavili mednarodno priznan enotni poldnevnik. Izbrani poldnevnik je bil tisti, ki je šel skozi Airyjev tranzitni krog v Greenwichu in je za stoletje postal glavni poldnevnik sveta. Leta 1984 ga je v tej vlogi nadomestil referenčni meridian IERS, ki na tej zemljepisni širini poteka približno 102 metra vzhodno od poldnevnika v Greenwichu.
Približno v času konference leta 1884 so znanstveniki izvajali meritve, da bi določili odklon navpičnice v velikem obsegu. Lahko bi pričakovali, da bodo navpične črte, postavljene na različnih lokacijah, če jih podaljšamo navzdol, vse potekale skozi eno točko, središče Zemlje, vendar temu ni tako, predvsem zato, ker je Zemlja elipsoid, ne krogla. Navzdol podaljšane navpične črte sploh ne sekajo vse rotacijske osi Zemlje; ta veliko manjši učinek je posledica neenakomerne porazdelitve Zemljine mase. Da bi bili izračuni izvedljivi, so znanstveniki definirali elipsoide revolucije, ki natančneje posnemajo obliko Zemlje, spremenjeno za določeno območje; objavljeni elipsoid so bil dobra osnova za meritve. Razlika med smerjo navpične črte ali navpičnice in črte, ki je pravokotna na površino vrtilnega elipsoida – normale na omenjeni elipsoid – na določenem observatoriju je odklon navpičnice.
Ko je bil zgrajen Airyjev tranzitni krog, je bil uporabljen živosrebrni bazen za poravnavo teleskopa v pravokotno smer. Tako je bil krog poravnan z lokalno navpično ali navpično črto, ki je rahlo odklonjena od normale ali pravokotne črte na referenčni elipsoid, ki se uporablja za določanje geodetske širine in dolžine v mednarodnem terestričnem referenčnem okviru (ki je skoraj enak kot sistem WGS-84, ki ga uporablja GPS). Medtem ko Airyjeva lokalna navpičnica, določena z navideznim težiščem Zemlje, še vedno kaže (je poravnana z) sodobnim nebesnim poldnevnikom (presečišče ravnine glavnega poldnevnika z nebesno sfero), ne poteka skozi Zemljino vrtilno os. Zaradi tega je ničelni poldnevnik ITRF, ki ga določa ravnina, ki poteka skozi os vrtenja Zemlje, 102,478 metra vzhodno od glavnega poldnevnika. Analiza iz leta 2015, ki so jo opravili Malys et al. kaže, da je zamik med prvim in drugim mogoče pojasniti samo s tem odklonom navpičnice; drugi možni viri odmika, ki so bili predlagani v preteklosti, so lokalno manjši od trenutne negotovosti pri odklonu vertikale. Ugotovljeno je bilo, da je astronomska dolžina glavnega poldnevnika v Greenwichu 0,19″ ± 0,47″ vzhodno, kar pomeni, da sta ravnina, ki jo določa lokalna navpičnica na glavnem poldnevniku v Greenwichu, in ravnina, ki gre skozi os vrtenja Zemlje na ničelnem poldnevniku ITRF, dejansko vzporedni. Trditve, kot je tista na spletni strani BBC, da vrzel med astronomskimi in geodetskimi koordinatami pomeni, da se bodo vse meritve prehodnega časa čez ničelni poldnevnik IRTF zgodile natanko 0,352 sekunde (ali 0,353 zvezdne sekunde) pred prehodom čez "predvideni poldnevnik" temeljijo na nerazumevanju. Razlaga Malys et al. po drugi strani pa je bolj preučen in pravilen.